# مارتينوس ويسل بريتوريوس
مارتينوس ويسل بريتوريوس (بالأفريقانية: Marthinus Wessel Pretorius)‏ (و. 1819 – 1901 م) هو سياسي من جنوب أفريقيا . تولى منصب رئيس جمهورية جنوب أفريقيا، ورئيس دولة البرتقال الحرة .
| المناصب السياسية           | المناصب السياسية            | المناصب السياسية |
| -------------------------- | --------------------------- | ---------------- |
| سبقه غارنت ولسلي           | رئيس جمهورية جنوب أفريقيا - | تبعه             |
| سبقه جاآوبوس نيكولاس بوشوف | رئيس دولة البرتقال الحرة -  | تبعه             |